# Fighting for Love
Fighting for Love er en amerikansk stumfilm fra 1917 af Raymond Wells.

## Medvirkende
- Ruth Stonehouse som Dronning Sylvia.
- Jack Mulhall som Jim
- Jean Hersholt som Ferdinand.
- Noble Johnson som Johnny
- J.F. Briscoe som Bill Guard.